# 20809 Eshinjolly
20809 Eshinjolly (2000 SW259) là một tiểu hành tinh vành đai chính được phát hiện ngày 24 tháng 9 năm 2000 bởi Nhóm nghiên cứu tiểu hành tinh gần Trái Đất phòng thí nghiệm Lincoln ở Socorro.